# 猿橋東太郎
猿橋 東太郎（さるはし とうたろう、1866年9月26日 - 没年不明）は、日本の柔術家である。

## 経歴
慶応2年8月18日（1866年9月26日）に茨城県東茨城郡中妻に生まれる。
裕福な家庭であったが、当時の銀行破綻の余波を受けて財を失った。
諸国行脚して武道修行を行い、水戸藩に伝わった浅山大成流の師範となった。
大正9年（1920年）に施行された第一回柔道整復術試験に合格し水戸吉田神社下松並町において接骨院を開業した。また、その傍ら浅山大成流道場の弘武館を開設した。
浅山大成流の特徴は逆手技を主としており、力量を要しないため女子にも容易に習得できた。このため各県からの入門者が多く、当時は三千人を数えるほどの門弟がいた。
主な弟子に猿橋久仁、松岡龍雄、八文字一郎などがいる。
猿橋久仁は猿橋東太郎の妻である。十三歳から浅山大成流を修行し茨城県女子師範学校を卒業して猿橋東太郎と結婚した。猿橋東太郎が亡くなった後は弘武館の館主となり浅山大成流の普及と門弟の養成、茨城県柔道整復師会の運営発展のために尽力した。